# Compsophis zeny
Compsophis zeny är en ormart som beskrevs av Cadle 1996. Compsophis zeny ingår i släktet Compsophis och familjen snokar.
Inga underarter finns listade i Catalogue of Life.
Arten förekommer på sydöstra Madagaskar. Den lever i kulliga områden mellan 700 och 950 meter över havet. Compsophis zeny vistas i fuktiga skogar. Ett dokumenterat exemplar klättrade i träd två meter ovanför marken och en annan individ hittades på en stig i skogen.
Intensivt skogsbruk, gruvdrift och svedjebruk hotar beståndet. Populationen är inte sammanhängande och utbredningsområdet är ganska litet. IUCN kategoriserar arten globalt som sårbar.